# Lemmaphyllum accedens
Lemmaphyllum accedens är en stensöteväxtart som först beskrevs av Bl., och fick sitt nu gällande namn av Marinus Anton Donk. Lemmaphyllum accedens ingår i släktet Lemmaphyllum och familjen Polypodiaceae. Inga underarter finns listade.